# Anthomyia dichoptica
Anthomyia dichoptica är en tvåvingeart som beskrevs av Griffiths 2001. Anthomyia dichoptica ingår i släktet Anthomyia och familjen blomsterflugor.
Artens utbredningsområde är Alberta. Inga underarter finns listade i Catalogue of Life.